# Guld och gröna skogar (film)
Guld och gröna skogar (danska: Guld og grønne skove) är en dansk familjefilm från 1958 i regi av Gabriel Axel.

## Rollista i urval
- Axel Bang - Kristian Kristiansen
- Henny Lindorff Buckhøj - Martha Kristiansen
- Verner Tholsgaard - Theo
- Ole Larsen - Lars Peter
- Else-Marie Hansen - Thyra
- Valsø Holm - Anton
- Cay Kristiansen - Hans
- Anna Henriques-Nielsen - Jensine
- Einar Reim - pastor Breining
- Keld Markuslund - skollärare
- Karl Stegger - Søren
- Hanne Winther-Jørgensen - Sørens dotter
- Hanne Ribens - Sørens dotter
- Judy Gringer - Sørens dotter
- Karen Rud - farmor
- Jørn Jeppesen - Billy Walker